# Caitlin Nash
Caitlin Nash (* 26. Mai 2003 in Whistler) ist eine kanadische Rennrodlerin. Sie startet im Einzel sowie mit Kailey Allan, bis 2021 mit Natalie Corless, im Doppelsitzer.
Caitlin Nash lebt und trainiert in Whistler. Sie wurde durch die Olympischen Winterspiele 2010 von Vancouver als Sechsjährige für den Rodelsport begeistert. Seit 2018 gehört sie dem kanadischen Nachwuchs-Nationalkader an. Neben anderen Sportarten übte sie neun Jahre lang auch Fußball aus.
Ihr internationales Debüt gab Nash im Rahmen des A-Jugend-Weltcuprennen im Dezember 2018 in Park City. Im Einzel wurde sie bei einem Sieg ihrer Teamkameradin Trinity Ellis Dritte. Mit ihrer Partnerin Natalie Corless gewann sie anschließend das erste überhaupt offiziell ausgetragene internationale weibliche Doppelrennen im Rennrodeln. Zwei Tage später wiederholten sie den Doppelsieg und Nash wurde zudem Vierte des Einzels. Auch beim Heimrennen in Calgary gewannen sie – allerdings als einzelne Starterinnen – das Doppelrennen, zudem wurde sie Fünfte des Einzels. Nach dem Jahreswechsel wurden die Juniorenweltmeisterschaften 2019 in Innsbruck-Igls Nash’s erste internationale Meisterschaften. Zunächst wurde sie Vierte im Einzelrennen. Einen Tag später starteten Corless/Nash neben Lara Kipp und Selina Egle aus Österreich sowie Nadia Falkensteiner und Katharina Putzer aus Italien sowie Markéta Nováková und Anna Vejdělková aus Tschechien als eines der ersten reinen Frauendoppel erstmals in der allgemeinen Doppelklasse und wurden als 14. direkt hinter den Österreicherin zweitbestes weibliches Doppel. Mit der Staffel, zu der auch Samantha Judson und Colton Clarke gehörten, fuhren sie auf den achten Platz. Es folgten die Rennen im Jugend-A-Weltcup in Winterberg, bei denen Nash Vierte und Corless/Nash Achte wurden. Obwohl das Doppel die nordamerikanische Siegesserie in Europa gegen die starke europäische Konkurrenz nicht durchhalten konnte, gewannen sie am Ende der Saison als erste die Gesamtwertung im Jugendweltcup. In der Einzelwertung kam sie auf den fünften Rang. Im Juni 2019 zeichnete das Canadian Sport Institute Corless und Nash als Athleten des Monats aus.

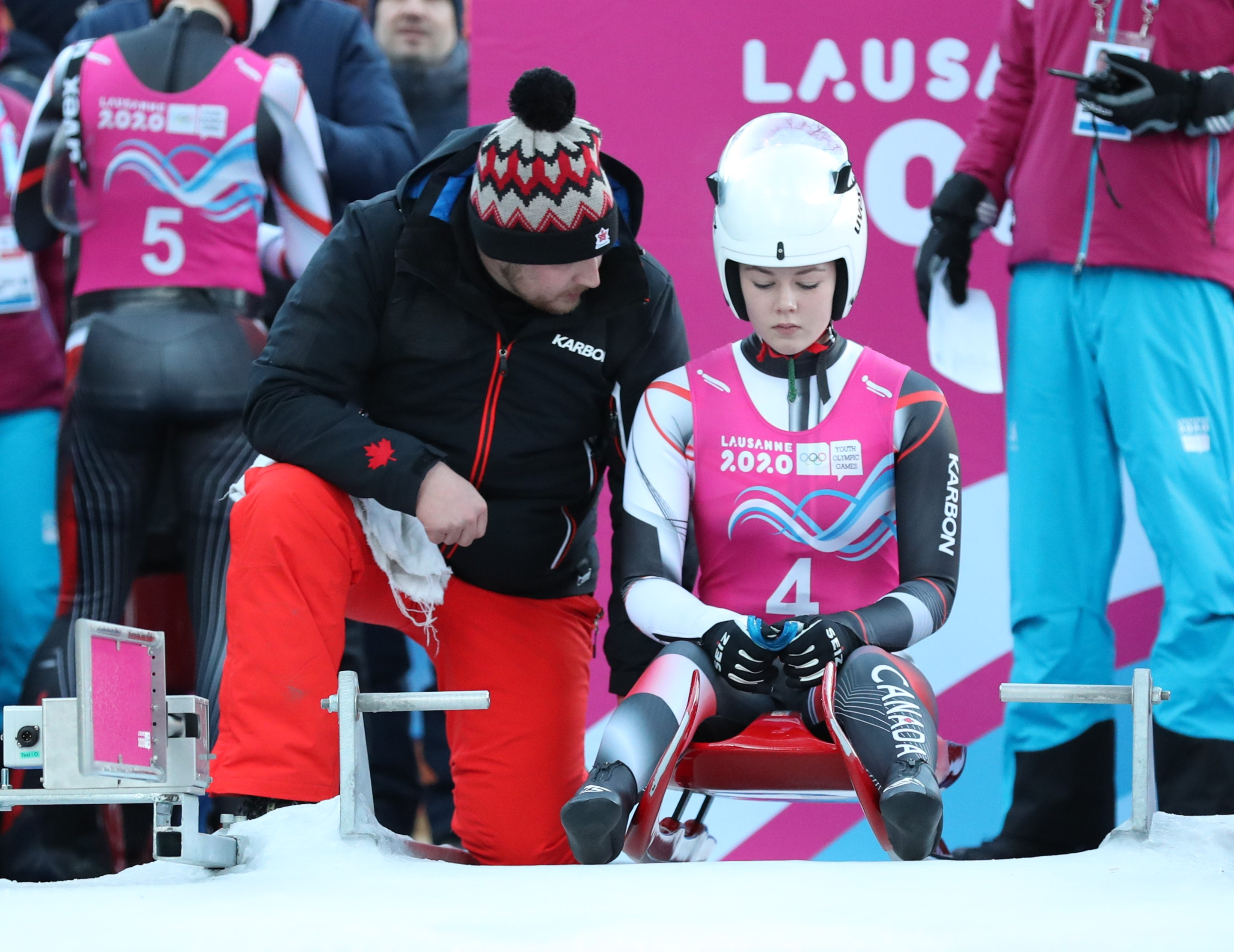
Nash beim Start des ersten Laufes des Einzelrennens der Olympischen Jugendspiele

Die Saison 2019/20 begann mit den A-Jugend-Weltcuprennen in Igls. In den Einzelrennen fuhr Nash auf die Plätze fünf und neun, im Doppel mit Corless wurde sie Sechste und Fünfte. Für das letzte Weltcuprennen des Jahres im heimischen Whistler wurden Corless/Nash als erstes Frauendoppel überhaupt für den Weltcup nominiert. Da im letzten Rennen vor den Festtagen und dem Jahreswechsel nicht mehr alle Nationen nach Übersee gekommen waren, qualifizierten sie sich als letztplatzierte der elf Teilnehmer des Nationencuprennens und wurden zwei Tage später im Hauptrennen 22. Das Rennen war zugleich die Amerika-Pazifikmeisterschaften 2019, in deren Rahmen Corless/Nash als eines von drei in Frage kommenden Doppeln auf den dritten Rang fuhren und die Bronzemedaille gewannen. Es blieb der einzige Einsatz der Saison in der höchsten Rennserie. Mit 34 Punkten kamen sie in der Doppel-Gesamtwertung des Nationencup auf den 28., mit 19 Punkten im Weltcup auf den 29. Platz. Der Auftritt im Weltcup hatte ein großes internationales Medienecho nach sich gezogen.

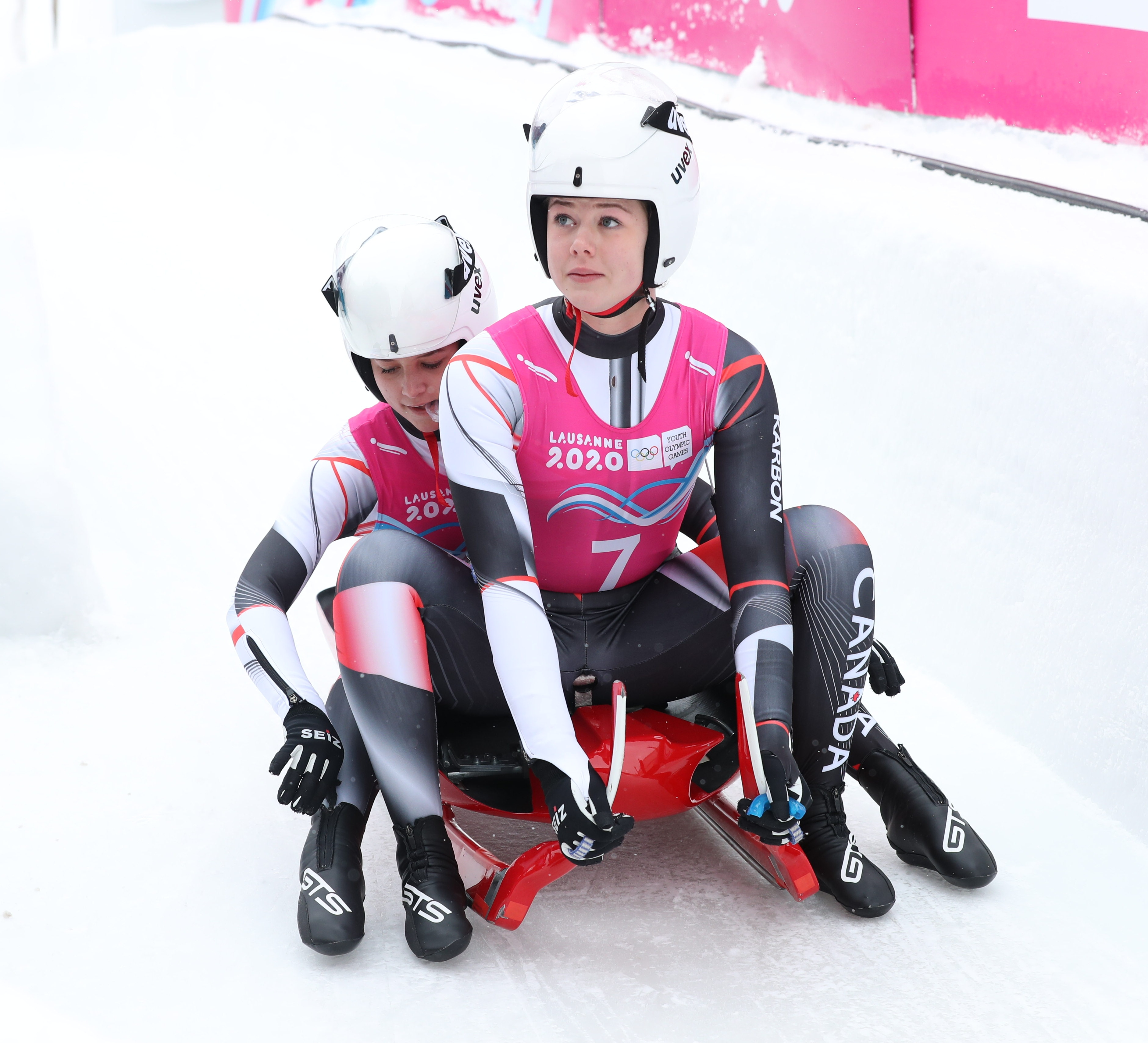
Corless/Nash als Zweitplatzierte nach dem zweiten Lauf der Olympischen Jugendspiele im Ziel

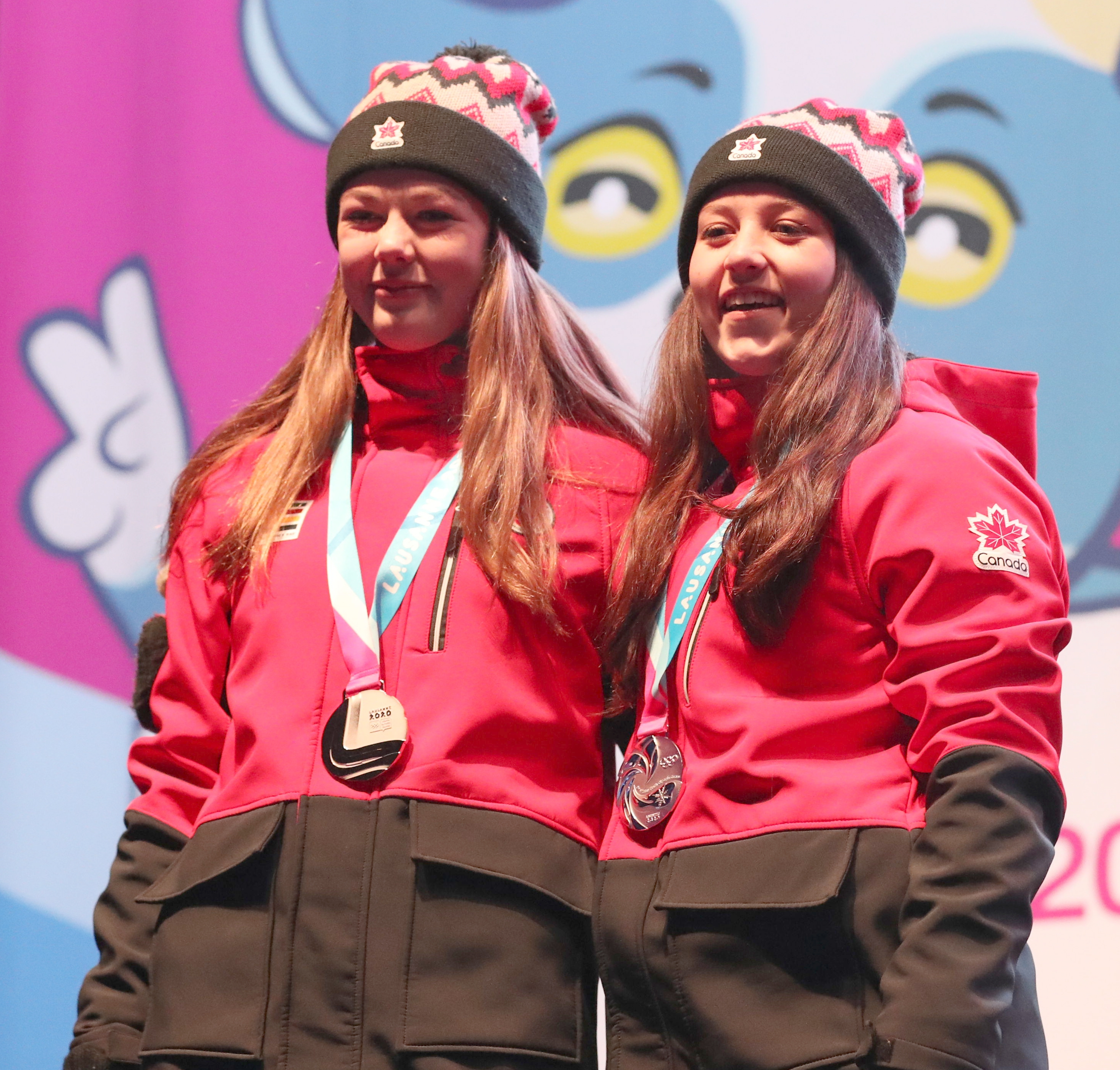
Nash & Corless bei der Siegerehrung der Olympischen Jugendspiele

Nach dem ersten Ausflug in den Leistungsbereich folgte der erste große Höhepunkt der Karriere, die Olympischen Jugend-Winterspiele 2020, deren Eiskanalrennen auf der Traditionsbahn von St. Moritz ausgetragen wurde. Corless/Nash gehörten neben den deutschen Jessica Degenhardt und Vanessa Schneider, den Österreicherinnen Egle und Kipp zu den großen Edelmetall-Favoriten für das erste weibliche olympische Rodeldoppel-Rennen. Nachdem sich kurz vor dem Start Selina Egle schwer verletzt hatte und das österreichische Doppel ausgefallen war, gewannen die Kanadierinnen hinter den überlegenen Topfavoritinnen aus Deutschland die Silbermedaille. Schon am Vortag verpasste sie hinter den Deutschen Merle Fräbel und Jessica Degenhardt sowie der Russin Diana Loginowa, die allerdings eine eigene Leistungsklasse hatten, als Viertplatzierte eine Medaille. Auch an der Seite des Italieners Alex Gufler und ihrer Landsfrau Kailey Allan verpassten sie im Staffelrennen in einer gemischten Mannschaft als Viertplatzierte eine weitere Medaille nur knapp um einen Rang aber zeitlich hinter Russland, Deutschland und Lettland um sportliche Welten. Eher enttäuschend verliefen die Juniorenweltmeisterschaften 2020 in Oberhof. Sowohl im Einzel als auch im Doppelrennen – erneut in einer Klasse mit den männlichen Doppeln – wurde Nash jeweils 15. Unter den 23 Doppeln waren sechs weibliche Doppelpaare am Start, von denen Corless/Nash das Beste waren.

## Weblinks

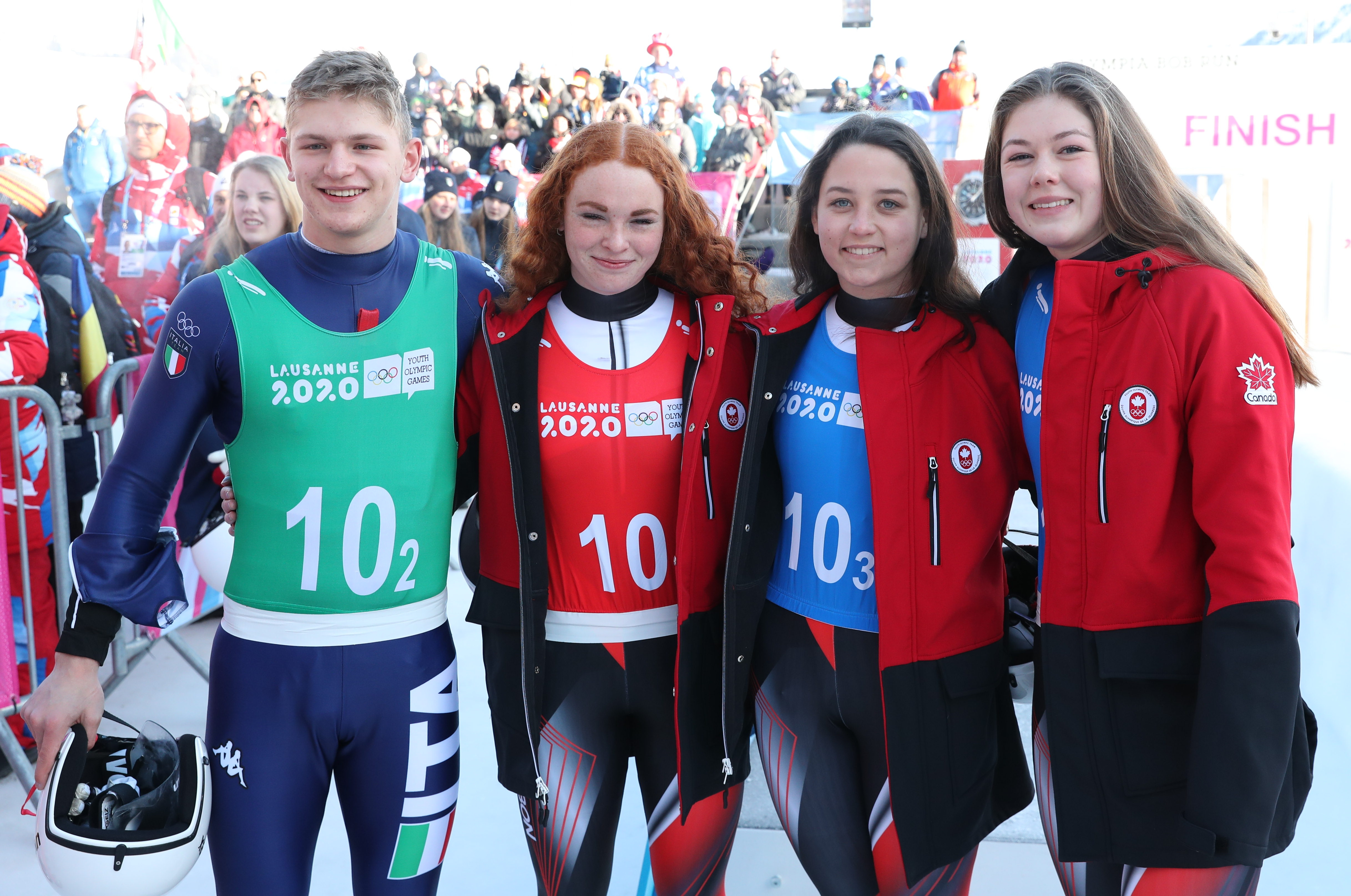
Die Teamstaffel der Olympischen Jugendspiele: Gufler – Allan – Corless – Nash